# D'Este (krater)
D'Este är en nedslagskrater med en diameter på 21 kilometer, på planeten Venus. D'Este har fått sitt namn efter den italienska adelsdamen Isabella d'Este.